# Бартошувка (Мазовецьке воєводство)
Бартошувка (пол. Bartoszówka) — село в Польщі, у гміні Жаб'я Воля Ґродзиського повіту Мазовецького воєводства.
Населення — 235 осіб (2011).
У 1975-1998 роках село належало до Скерневицького воєводства.

## Демографія
Демографічна структура станом на 31 березня 2011 року:
|          | Загалом | Допрацездатний вік | Працездатний вік | Постпрацездатний вік |
| -------- | ------- | ------------------ | ---------------- | -------------------- |
| Чоловіки | 116     | 38                 | 68               | 10                   |
| Жінки    | 119     | 31                 | 66               | 22                   |
| Разом    | 235     | 69                 | 134              | 32                   |